# Axinopalpus
Axinopalpus is een geslacht van kevers uit de familie van de loopkevers (Carabidae). De wetenschappelijke naam van het geslacht is voor het eerst geldig gepubliceerd in 1848 door LeConte.

## Soorten
Het geslacht Axinopalpus omvat de volgende soorten:
- Axinopalpus biplagiatus (Dejean, 1825)
- Axinopalpus brevicollis (Germain, 1855)
- Axinopalpus brunneus Chaudoir, 1876
- Axinopalpus californicus (Motschulsky, 1845)
- Axinopalpus crusoei Reed, 1874
- Axinopalpus denticulatus Hatch, 1949
- Axinopalpus fusciceps Leconte, 1851
- Axinopalpus humeralis (Solier, 1849)
- Axinopalpus illectus Casey, 1920
- Axinopalpus jucundus Bates, 1883
- Axinopalpus mexicanus Bates, 1883
- Axinopalpus ovipennis Chaudoir, 1876
- Axinopalpus pratti Hatch, 1949
- Axinopalpus pusillus (Dejean, 1831)
- Axinopalpus utahensis Tanner, 1928
- Axinopalpus vittatus Hatch, 1949